# Архимед (параход)
„Архиме́д“ (на английски: SS Archimedes) e първият параход с гребен винт.
Построен е през 1838 г. от английския изобретател Френсис Смит (Francis Pettit Smith) по поръчка на Британското адмиралтейство. Дължината му е 37,5 m, широчината — 6,7 m, газенето — 3 m, товароподемността — 237 t. Гребният винт с диаметър 2,1 m се задвижва от две парни машини с мощност 45 к. с. всяка. При изпитванията „Архимед“ развива максимална скорост 9,8 възела.
През май 1840 г. параходът започва редовна експлоатация в Британските каботажни (крайбрежни) линии.
„Архимед“ има значително влияние върху развитието на корабостроенето, насърчавайки приемането на винтовото задвижване от Кралския флот, но има и допълнително влияние върху търговските кораби. Построяването на парахода също така има пряко влияние върху дизайна на друг иновативен кораб, „SS Great Britain“, построен от британския инженер Изъмбард Кингдъм Брунел, който е най-големият кораб в света тогава и първият винтов параход, прекосил Атлантическия океан.

## Други ранни винтови съдове
През 1796 г. Дж. Фитч построява катера с парен двигател „Collect“, задвижван с архимедов винт, и го изпитва в Нюйоркското пристанище.
Почти едновременно с Френсис Смит шведският инженер Джон Ериксон (John Ericsson), работейки също в Британия, построява по-малкия по мощност и товароподемност параход „Robert F. Stockton“. През април 1839 г. корабът е приет под платната на САЩ, а Ериксон получава американско гражданство.